# Finmar
Finmar Ltd., est une société britannique, l'un des principaux importateurs de meubles scandinaves au Royaume-Uni au cours de la période 1934-65.
Finmar est fondée en 1934 par Philip Morton Shand, un pilier du mouvement britannique de Reform Design, et Geoffrey Maxwell Boumphrey (1894-1969), ingénieur, écrivain et homme d'affaires, pour importer de Finlande les meubles en contreplaqué d'Alvar Aalto.
Le 8 novembre 1933, Fortnum & Mason, un grand magasin haut de gamme londonien a inauguré une exposition des meubles de Alvar Aalto, « Wood Only »,  organisée par Philip Morton Shand et le magazine Architectural Review (en). L'exposition a pour la première fois montré aux consommateurs et designers britanniques le potentiel esthétique du contreplaqué, un matériau auparavant rejeté en raison de son faible coût. L'année suivante, Shand et son collègue architecte Geoffrey Boumphrey ont fondé Finmar, détenant les droits exclusifs pour les meubles d'Aalto pour le Royaume-Uni. Dans les premières années, les exportations de meubles Aalto étaient assurées par le fabricant Huonekalu- ja Rakennustyötehdas, mais en 1935, Artek a été fondée pour s'occuper de la commercialisation et de l'exportation des meubles de Aalto.
La même année en 1934, Shand a contribué à aider Walter Gropius, le fondateur du Bauhaus, à fuir l'Allemagne nazie et à s'installer à Londres, dans les nouveaux Lawn Road Flats à Hampstead, premier immeuble d'appartements moderniste de Grande-Bretagne, conçu par l'architecte canadien Wells Coates pour Jack et Molly Pritchard. Gropius est rejoint quelques mois plus tard, par László Moholy-Nagy, et Marcel Breuer. Prichard était à l'époque employé par Venesta, société sœur de la fabrique de meubles A.M.Luther en Estonie. En août 1935, Pritchard et Shand se sont rendu en Finlande où ils ont rencontré Aalto et pu voir Huonekalu- ja Rakennustyötehdas la fabrique des meubles de Aalto à Turku, ainsi que le sanatorium de Paimio, conçu par Aalto, où ils ont vu ses créations pionnières de meubles en contreplaqué de Aalto dans leur contexte prévu. L'expérience a fait une grande impression sur Pritchard et deux mois après son retour à Londres, il a lancé la Isokon Furniture Company, calqué sur Finma.
Finmar a disparu avec la seconde Guerre mondiale.
Après l'interruption de la seconde Guerre mondiale, l'entreprise est reconstituée en 1949 sous la propriété d'un Danois, Paul Ernst Stemann, et se concentra sur les produits danois. Pendant la guerre, Stemann avait travaillé comme correspondant à Berlin du quotidien danois Berlingske Tidende. Après la guerre, s'installant à Londres, il se décida à devenir importateur de meubles, une entreprise dans laquelle il n'avait aucune expérience préalable. L'entreprise agit sur cette période en tant que grossiste et n'avait pas le profil public d'une entreprise de vente au détail, elle n'était donc pas très connue pour ce type de meubles. Sous sa direction, l'entreprise s'est développée rapidement, en commençant par les versions danoises, fabriquées en usine, de chaises Windsor, qui étaient conformes aux réglementations des services publics. Par la suit elle vendra une gamme beaucoup plus large de produits à un certain nombre de grandes sociétés londoniennes d'ameublement telles que les grands magasins Heal's (en) et Liberty's.